# San Juste (Álava)
San Juste es un despoblado que actualmente forma parte del concejo de Gamarra Mayor, que está situado en el municipio de Vitoria, en la provincia de Álava, País Vasco (España).

## Historia
Estaba situado cerca del río Zadorra, justo enfrente de la ermita de Arriaga. Se desconoce cuándo se despobló.